# Paulina Flores
Paulina Flores Arias (née en 1980 dans l'état du Sinaloa) est une modèle mexicaine, ancienne première dauphine du concours de beauté Nuestra Belleza México (Miss Mexique). Elle représenta son pays lors de Miss Monde à Londres le 30 novembre 2000. Depuis, elle est mannequin professionnelle.